# Mainet
Mainet je francouzský středověký hrdinský epos z konce 12. století, jeden z tzv. chansons de geste. Vypráví o mládí Karla Velikého, a proto patří do Karolínského (královského) cyklu. Je složená v alexandrínech, zčásti asonovaných, zčásti rýmovaných. Je dochována v šesti fragmentech a její velká část je ztracena. Existuje rovněž franko-italská verze s názvem Karleto, dochovaná v rukopise La geste Francor z první poloviny 14. století.
Píseň vypráví o Karlově mládí a jeho pobytu v Toledu u saracénského krále Galafra, kde se pod přezdívkou Mainet skrývá před svými dvěma nevlastními bratry, kteří jej po smrti Pipina Krátkého chtějí zavraždit a zmocnit se tak trůnu. Návrat Karla do vlasti a jeho vítězství nad uchvatiteli je obsahem nedochovaného eposu Basin z 13. století, jehož děj je znám z norského prozaického zpracování Karlamagnús saga.

## Obsah písně
Nelegitimní synové krále Pipina Krátkého Heldri a Rainfroi (jejich původ je popsán v písni Berta s velkýma nohama) otráví krále i jeho ženu Bertu, aby se zmocnili trůnu. V cestě jim stojí ještě jejich nevlastní bratr Karel, jediný oprávněný králův následník. Věrný sluha David pomůže Karlovi uprchnout do Toleda k saracénskému králi Galafrovi, kterému pod jménem Mainet (zdrobnělina, něco jako Maličký) prokáže významné služby, zejména mu pomůže vyhrát rozhodující bitvu s jeho nepřáteli. Králova dcera Galienne se do Karla zamiluje. Aby jí získal, musí porazit obra Braimanta, od kterého získá meč Durandal. Potlačí také spiknutí Galafrova syna Marsila (jde o pozdějšího saracénského krále z Písně o Rolandovi). Nakonec se Galienne nechá pokřtít a stane se Karlovou ženou.